# Gmina Niechanowo
Die Gmina Niechanowo (deutsch Niechanowo, 1939–1945 Niedorf) ist eine Landgemeinde im Powiat  Gnieźnieński der Woiwodschaft Großpolen in Polen. Ihr Sitz ist das gleichnamige Dorf mit etwa 2300 Einwohnern.

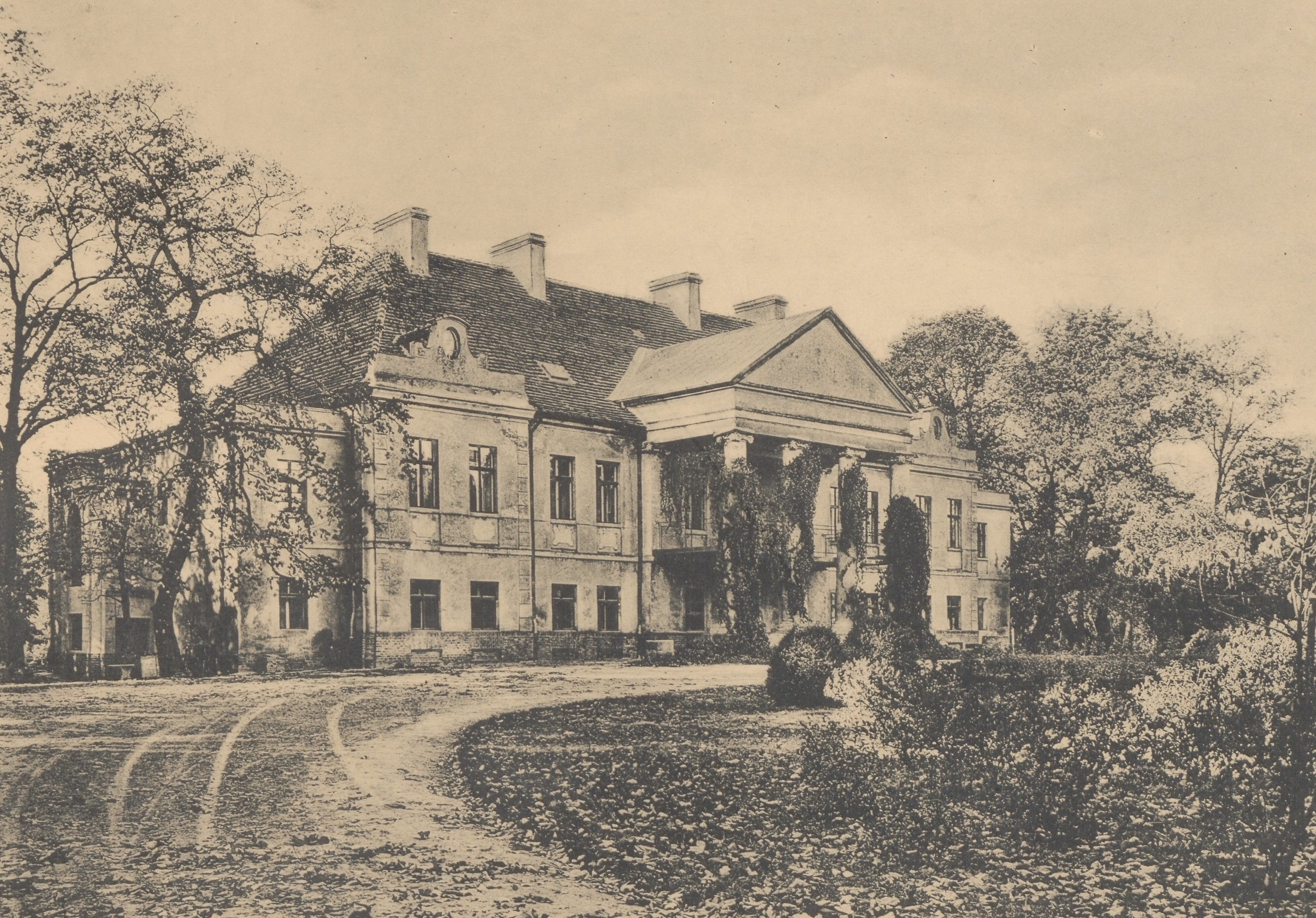
Schloss Niechanowo

## Gliederung
Zur Landgemeinde Niechanowo gehören die folgenden 22 Dörfer mit einem Schulzenamt:
| Name                   | deutscher Name (1815–1919) | deutscher Name (1939–1945)                             |
| ---------------------- | -------------------------- | ------------------------------------------------------ |
| Arcugowo               | Arcugowo                   | Herzogsburg                                            |
| Cielimowo              | Cielimowo                  | Zelm                                                   |
| Czechowo               | Czechowo                   | Stefanshof                                             |
| Drachowo               | Drachowo                   | Drachenberg                                            |
| Goczałkowo             | Goczalkowo                 | Gottschalken                                           |
| Gurowo                 | Gurowo                     | Hoheneichen                                            |
| Gurówko                | Elisenhain                 | Elisenhain                                             |
| Grotkowo               | Grotkowo                   | Grotkau                                                |
| Jarząbkowo             | Jarzombkowo                | 1939 Jarschomkowo 1939–1943 Wiesental 1943–1945 Jarben |
| Jelonek                | Jelonek                    | Jelonek                                                |
| Karsewo                | Karsewo                    | Karau                                                  |
| Kędzierzyn             | Kendzierzyn                | Kenndorf                                               |
| Malczewo               | Friedrichstein             | Friedrichstein                                         |
| Marysin                | Vorwerk Marysin            | Vorwerk Marysin                                        |
| Mierzewo               | Mierzewo                   | Erlendorf                                              |
| Mikołajewice           | Mikolajewice               | Mikolajewice                                           |
| Miroszka               | Miroszka                   | Mirau                                                  |
| Niechanowo             | Niechanowo                 | Niedorf                                                |
| Nowa Wieś Niechanowska | Neudorf Niechanow          | Neuen                                                  |
| Potrzymowo             | Ludwigshorst               | Ludwigshorst                                           |
| Trzuskołoń             | Trzoskoloń                 | Unterwalden                                            |
| Żelazkowo              | Zelaskowo                  | Eisenau                                                |

Weitere Ortschaften der Gemeinde sind Jelitowo (Jelitowo, 1939–1945 Eschdorf) und Żółcz (Zolcz).

## Söhne und Töchter (Auswahl)
- Joseph von Zoltowski (1847–1908), Rittergutsbesitzer und Politiker
- Marzel von Zoltowski (1850–1925), Rittergutsbesitzer und Politiker